# Cardano al Campo
Cardano al Campo (lombardul: Cardan) település Olaszországban, Lombardia régióban, Varese megyében. Lakosainak száma 14 701 fő (2023. január 1.). Cardano al Campo Casorate Sempione, Gallarate, Samarate és Somma Lombardo községekkel határos.

## Népessége
A település népességének változása:
| Lakosok száma | 13 757 | 14 789 | 14 855 | 14 896 | 14 701 |
|               | 2008   | 2015   | 2017   | 2018   | 2023   |